# Jack Barsky
Jack Philip Barsky (13 de novembro de 1949) é um autor germano-americano, especialista em TI e ex- agente adormecido da KGB que espionou os Estados Unidos de 1978 a 1988. Exposto depois da Guerra Fria, Barsky tornou-se um recurso para as agências de contra-espionagem dos Estados Unidos e foi autorizado a permanecer nos Estados Unidos. Sua autobiografia, Deep Undercover, foi publicada em 2017, e ele frequentemente fala sobre suas experiências e como especialista em espionagem.

## Vida
Dittrich nasceu em Reichenbach, Alta Lusatia, Alemanha Oriental, apenas algumas semanas após a divisão da Alemanha, e cresceu em Jena. Seu pai, um professor, era um marxista-leninista inflexível. Ele também tem um irmão, Günther, três anos mais novo. Quando Dittrich tinha 14 anos, foi mandado para um internato. Pouco depois, seus pais se divorciaram. Ele se formou em química na Universidade de Jena.